# Cryptolepis pendulina
Cryptolepis pendulina là một loài thực vật có hoa trong họ La bố ma. Loài này được (Venter ex D.V.Field) P.I.Forst. mô tả khoa học đầu tiên năm 1990.